# Påske i Jerusalem
|  | Denne artikel er oprettet af botten Steenthbot ud fra en ekstern database. Den kan derfor have sproglige fejl eller mangler. Denne skabelon kan fjernes efter kontrol af indholdet. |

Påske i Jerusalem er en dansk dokumentarfilm fra 1972 instrueret af Tue Ritzau efter eget manuskript.

## Handling
En observerende, ukommenteret film fra den gyldne by, som den kan tage sig ud under påskehøjtiderne. Filmen viser de religiøse processioner inden- og udenfor murene og bønnerne ved Grædemuren. Alle trosretninger er der, og processionerne bevæger sig langsomt igennem de små gader. Også området i nærheden af den arabiske moské er filmet.